# Торта
Торта је врста хране која је обично слатка, а често и печена. 

## Историја
Србија има дугу традицију прављења торти која датира негде од средине 19. века. Прве печене посластице прављене су од брашна и шећера или меда; смеси су често додавана јаја, млеко или маст, па се она увећавала приликом печења. У 19. веку напредак технологије омогућио је много једноставније справљање колача. Сода бикарбона, пронађена 40-их година 19. века, као и прашак за пециво, допринели су лакшем прављењу колача. Још један технолошки проналазак било је и лакше контролисање температуре печења у шпоретима. У Београду су се посластичари појавили још пре Другог светског рата. Посластичарнице су тада отварали Чеси и Мађари код којих су Београђани учили занат, а касније су путовали у Пешту и Беч. Из тог времена је у граду опстало десетак радњи.
За прављење торте комбинују се различите врсте брашна, шећер, јаја, скроб, масти (маслац, маргарин), воћни пире, млеко, вода или воћни сок, квасац и прашак за пециво. 
Торта је често десерт за оброке у свечаним приликама, а нарочито венчања, годишњице, славе и рођендане.

## Врсте
Иако је јасна разлика између торте и хлеба, прецизна класификација је увек представљала проблем. У старом Риму, састојци хлеба су понекад били маслац, јаја и мед, у Србији Славски колач (врста хлеба), који се припрема приликом слављења славе, садржи брашно, млеко, јаја, уље или маслац, со, шећер, кору лимуна, а то су карактеристични састојци који се користе и за припрему торте. Чињеница је да је предак свега био хлеб, и то у свом најједноставнијем облику. Како су се технике печења развијале, а исхрана се изменила, оно што се раније сматрало хлебом добило је своју посебну категорију.
Торте се могу класификовати на основу састојака, на пример чоколадна торта, плазма торта, јафа торта. Све торте се деле на светле и тамне, што зависи од додатака тесту - чоколада, кафа и какао. У светлим тортама ових додатака нема. Тамне торте се најчешће преливају тамном глазуром, док се светле преливају светлим преливом.
Класификација може бити у складу са поводом за који су намењени, на пример, свадбене торте, рођенданске торте.

### Торте
- Васина торта
- Плазма торта
- Српска посна торта
- Српска торта-застава
- Хиландар торта
- Добош торта
- Реформ торта
- Добош тортаПуслица торта
- Радина песак торта
- Жито торта

## Декорација
Торте се украшавају на различите начине. Преливају се глазурама, филују, а затим се посипају самлевеним или ситно исецканим бадемима, орасима, лешницима, кокосом, шећером у праху, млевеним кексом, ренданом чоколадом. Могу се украсити и воћем из слатког, свежим воћем, марципаном. Глазура је обично направљена од шећера, понекад неке врсте масти, млека или крема, а додају се екстракти ваниле или какао у праху.
Специјални алати су потребни за сложеније украшавање колача, као што су кесе или шприцеви. 
Филовање се ради чоколадом, марципаном (или мање слатком варијантом познатијом као бадем паста), путер кремом.

## Галерија
- Етно сајам хране и пића, Београд 2009, Плазма торта
- Васина торта
- Плазма торта
- Плазма торта
- Дунав торта
- Бајадера торта
- Милка торта
- Младеначка торта